# Мјешковице
Мјешковице (пољ. Mieszkowice) је град у Пољској у Војводству Западно Поморје у Повјату грифицком. Према попису становништва из 2011. у граду је живело 3.606 становника.

## Становништво
Према прелиминарним подацима са пописа, у граду је 2011. живело 3.606 становника.
| 1946. | 2002. | 2011. | 2012. |
| ----- | ----- | ----- | ----- |
| 1.429 | 3.592 | 3.606 | 3.609 |